# Borgo Baccarato
Borgo Baccarato è l'unica frazione di Aidone, nel libero consorzio comunale di Enna.

## Storia
Realizzato intorno al 1940, fu uno dei nuovi borghi rurali voluti da Mussolini durante il periodo fascista che servivano a far insediare prevalentemente contadini in nuove aree, più vicine ai terreni. Borgo Baccarato però dava ospitalità ai minatori ed alle loro famiglie: infatti, proprio lì, c'era la solfara Baccarato, una miniera di zolfo la cui attività cessò negli anni settanta.
Il borgo si sviluppò anche come centro agricolo per un periodo, ma l'emigrazione a seguito della chiusura della miniera decretò il suo totale abbandono.